# Giuseppe Zimbalo
Giuseppe Zimbalo (Lecce, 1620 – 1710) foi um arquiteto e escultor italiano, também conhecido como Lo Zingarello ("Pequeno Cigano"). Ele é considerado um dos mais importantes representantes do barroco leccese. Neto de Francesco Antonio Zimbalo, Giuseppe colaborava frequentemente com seu pai, Sigismondo, em projetos de construção. Em 1658, o bispo da diocese de Lecce, Luigi Pappacoda, encarregou-o do projeto da nova catedral da cidade. Entre suas outras realizações, destacam-se a fachada da Basílica de Santa Croce, o Palácio Celestino, a conclusão do Duomo e a escultura da coluna de Sant'Oronzo.